# Druten
Druten és un municipi de la província de Gelderland, al centre-oest dels Països Baixos. L'1 de gener del 2009 tenia 18.104 habitants repartits sobre una superfície de 42,43 km² (dels quals 4,52 km² corresponen a aigua). Limita la nord amb Neder-Betuwe, a l'est amb Beuningen, a l'oest amb West Maas en Waal i al sud-est amb Wijchen.

## Centres de població
- Afferden
- Deest
- Druten
- Horssen
- Puiflijk

## Administració
El consistori consta de 17 membres, compost per:
- Dorpslijst Druten - 4 regidors
- AKKOORD ’94 - 2 regidors
- Welzijn Druten - 2 regidors
- CDA - 2 regidors
- Dorpslijst Puiflijk / Druten-Zuid - 2 regidors
- SPD - 1 regidor
- VVD - 1 regidor
- Dorpslijst Deest - 1 regidor
- Dorpslijst Afferden - 1 regidor
- Dorpslijst Horssen - 1 regidor